# Urotrygon aspidura
Urotrygon aspidura är en rockeart som först beskrevs av Jordan och Gilbert 1882.  Urotrygon aspidura ingår i släktet Urotrygon och familjen Urotrygonidae. IUCN kategoriserar arten globalt som otillräckligt studerad. Inga underarter finns listade i Catalogue of Life.